# Plutokrati
Plutokrati (gr., "de rikas välde") är ett statsskick där den politiska makten fördelas efter förmögenhet eller inkomst. I de mest utpräglade plutokratierna låg hela makten hos köpmannaklassen. Dit hörde bland annat Venedig, Nederländerna och tyska hansestäder såsom Hamburg, Bremen och Lübeck. 
Sverige hade plutokratiska drag från representationsreformen till införandet av allmän rösträtt.

## Användning i nazistisk propaganda
Begreppet användes i Nazitysklands propaganda, bland annat för att hävda att USA och Storbritannien var skendemokratier som styrdes av den kapitalägande klassen på folkets bekostnad. Även i antisemitiska sammanhang användes termen som eufemism. Denna användning av termen gjorde att uttrycket undveks i Västtyskland efter andra världskriget. Det är först genom inflytande under senare decennier från det engelska språket, där belastningen inte finns, som termen plutokrati idag anses vara värdeneutral i tyska språket.
Termen användes däremot inte i större omfattning i sovjetisk kommunistisk propaganda.

## Användning idag
Termen används idag bland annat när det hävdas att USA styrs av kapitalägarna. Kevin Phillips, en tidigare rådgivare till president Richard Nixon, kallade USA:s styrelseskick för en plutokrati där det råder en "fusion av pengar och regeringsmakt."